# Мацумото Сейто

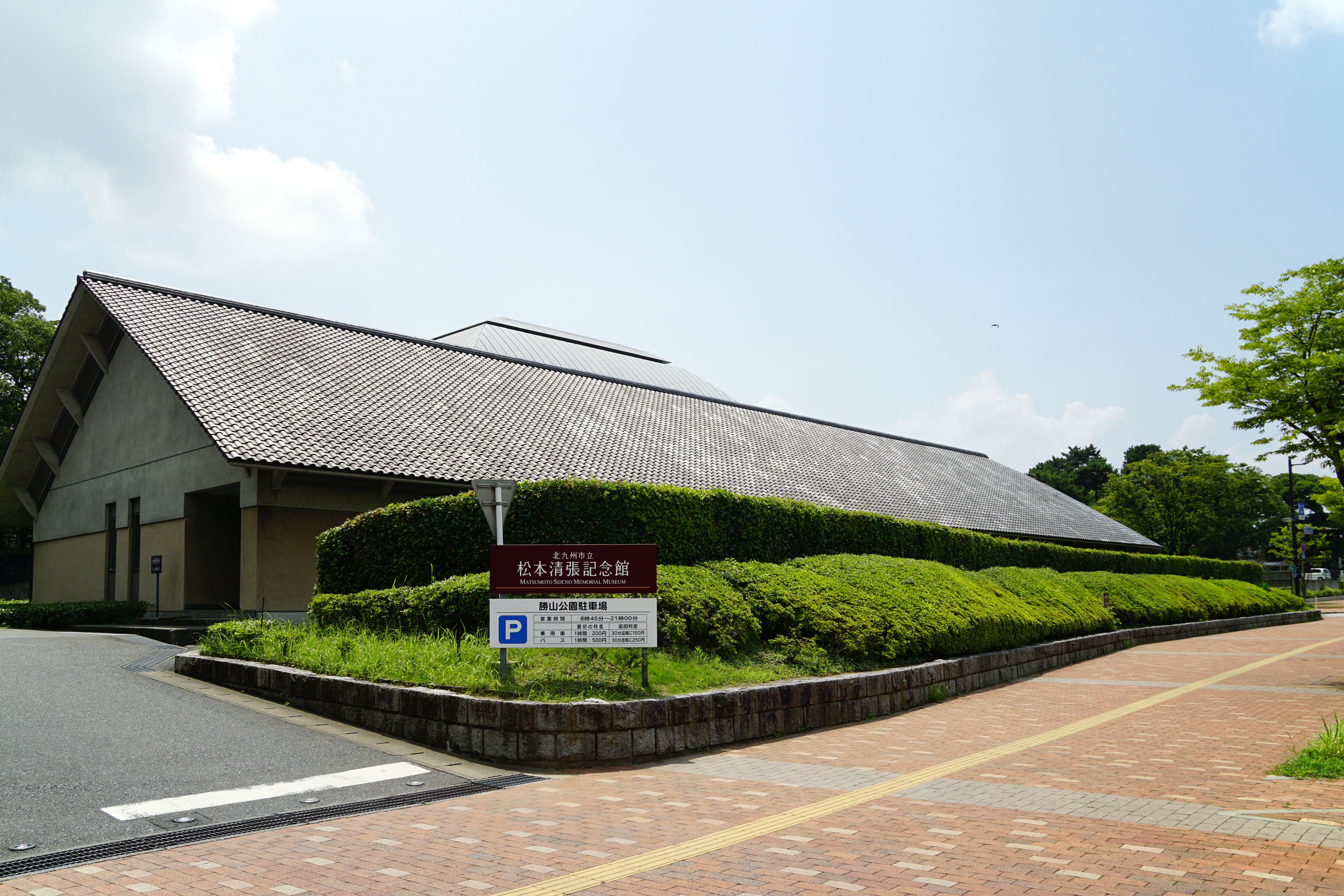
Matsumoto Seicho Memorial Museum(Кокура)

Сейто Мацумото (яп. 松本 清張, кириліз.: Кійохару Мацумото; 21 грудня 1909, Кокура, Фукуока — 4 серпня 1992, Токіо) — японський письменник і журналіст, лауреат премії імені Рюноске Акутаґави 1952 р. Він народився в місті Кокура, префектура Кітакюсю. Його справжнє ім'я — Кійохару Мацумото, «Сейто» — китайсько-японське прочитання символів його імені. Мацумото писав історичні романи та наукову літературу в доповнення до містичних розповідей та детективів. Він співпрацював із режисером Йосітаро Номура для адаптації восьми з його романів, включаючи Castle of Sand («Земля-пустеля»), який вважають одним із шедеврів японського кіно.
Він розпочинає писати лише у 1955 році. Відтоді Мацумото опублікував десятки романів, які й принесли йому любов читачів та славу як у Японії, так і за її межами. В основі його романів часто лежать реальні події. Мацумото став засновником у Японії жанру соціального детективу. У своїх творах він говорить про вади японського суспільства, про корупцію у найвищих сферах влади, про боротьбу монополій та про інші аспекти життя сучасної для нього Японії.
З 1963 по 1971 роки був головою організації Японських письменників детективів.